# Libor Smetana
Libor Smetana (* 15. listopadu 1970) je bývalý český fotbalista, záložník.

## Fotbalová kariéra
V české lize hrál za FC Viktoria Plzeň. Nastoupil ve 42 ligových utkáních a dal 4 ligové góly.

## Ligová bilance
| Ročník                          | Zápasy | Góly | Klub              |
| ------------------------------- | ------ | ---- | ----------------- |
| 1. česká fotbalová liga 1996/97 | 16     | 2    | FC Viktoria Plzeň |
| Gambrinus liga 1997/98          | 7      | 2    | FC Viktoria Plzeň |
| Gambrinus liga 1998/99          | 19     | 0    | FC Viktoria Plzeň |
| 2. česká fotbalová liga 1999/00 | 8      | 0    | FC Viktoria Plzeň |
| CELKEM 1. česká liga            | 42     | 4    |                   |